# Владимир Пирузев
Владимир (Владо) С. Пирузев е български общественик и революционер, деец на Вътрешната македонска революционна организация.

## Биография
Владимир Пирузев е роден през 1906 година в град Охрид, тогава в Османската империя, днес в Северна Македония. Присъединява се към ВМРО и същевременно участва в дейността на Илинденската организация.
След присъединяването на Вардарска Македония към България през ноември 1941 година заедно с Мирчо Кикиридков развиват в Охрид дейност за автономия на Македония.
Влиза в настоятелството на Илинденската организация в Иваневци през 1943 година като председател.
Умира в София през 1968 година. Погребан е в Централните софийски гробища.